# Duela de rendimiento
Una duela de rendimiento es un tipo de piso utilizado para el baile o deporte. Esta duela es colocada encima de, o forma parte de, un piso acolchado para poder tener una pista de baile o un suelo deportivo completo.
La duela de rendimiento para baile, hecha de lámina de vinil, también se llama «pista de baile» o «pisos Marley». Los pisos tipo Marley tienen ese nombre debido a Marley Floors Ltda una famosa fábrica que los produjo hasta su cierre en 1978.
Por lo general los teatros tienen una variedad de pisos removibles con diferentes características para satisfacer distintos tipos de baile.
Este artículo trata principalmente sobre la personalización de un piso para las diversas actividades que requieren diferentes superficies. Por otro lado, el artículo sobre piso acolchado menciona los requerimientos básicos en la construcción de pisos para que sean apropiados para el baile y los deportes al interior.

## Requerimientos
Para poder tener una duela de rendimiento existen ciertas normas, explicadas en el artículo de piso acolchado, que se deben de tomar en consideración. Abajo se enlistan algunos puntos clave requeridos para crear una duela de rendimiento en una instalación deportiva.
- Absorción de impactos: Cantidad de impacto que es absorbido por el piso (usualmente medido en %).
- Deformación vertical: Promedio de distancia que el piso se deforma bajo impacto (usualmente medido en mm).
- Carga de laminación: Si el piso puede resistir el peso de un carro cargado a través de la superficie (un peso es definido y el resultado usualmente es si/no o aprobado/fallado).
- Rebote de pelota: Cuánto puede una pelota rebotar de la superficie comparado al rebote en una superficie de concreto (medido como un % contra el rebote en una superficie de concreto).
- Resistencia al deslizamiento: Nivel de agarre que la superficie tiene (las mediciones varían dependiendo en las normas).

En este caso un piso acolchado con una superficie dura provee mayor protección contra lesiones graves que contra lesiones menores. Una caída todavía puede causar golpes o moretones. Por otra parte, una duela de rendimiento suave protege de lesiones menores pero no de lesiones graves.
Si se utiliza una duela gruesa esta puede proteger contra lesiones severas a adultos, ya que por sí sola sería poco apta para la mayoría de los deportes y bailes. Esto se debe a que las duelas de rendimiento tienen solo un punto elástico, mientras que en un piso acolchado la elasticidad es primordial.

## Tracción
En general el piso de baile requiere menor tracción que el de un gimnasio. Sin embargo, un piso no debería de ser muy resbaladizo o pegajoso. La DIN 18032 define el rango de tracción necesario para la mayoría de las actividades. Este tipo de pisos deben ser lisos, y que al deslizarse no causen quemaduras de alfombra. Esto significa que es difícil que el piso no sea resbaloso cuando está mojado.
Debido a la diferencia entre las distintas disciplinas se promueve el uso de un calzado adecuado. En la misma superficie un zapato de baile con piel o suela de gamuza tendrá menos tracción que un zapato para gimnasio con suela de goma.
Si se coloca un piso resbaloso en un área de un gimnasio es muy probable que cause torceduras de tobillo. Por otro lado, si es usado para bailar puede provocar caídas severas.
En la actualidad el calzado tiende a tener mayor nivel de tracción. Por ejemplo, en bodas cuando los bailarines no usan un calzado adecuado, si el piso es medio resbaloso se logra compensar un poco este problema, sin embargo, cuando el piso está bastante pulido y se usa una suela de piel, puede ocasionar accidentes severos.

## Construcción de duela de rendimiento
La duela de rendimiento tiene una superficie hecha de vinil o madera dura, madera de ingeniería o laminados. En caso del baile la superficie tiende a ser sustituible; en los teatros para que se adapte fácilmente a los bailes como el ballet o el tap, se utilizan usualmente láminas de vinil. No obstante, la madera dura es puesta preferentemente para el tap. Por otro lado, las actividades deportivas requieren de un piso con una resistencia en pico o para el rebote de pelota.
Las láminas de vinil deslizables normalmente consisten de:
- Una capa de desgaste superior delgada la cual provee protección contra la luz UV, ya que la luz ultravioleta rápidamente desgasta el vinil. Esta capa tiene que proporcionar la tracción necesaria y tiende a ser mate en vez de brillante a comparación del vinil doméstico.
- Una capa de vinil que funciona como soporte para la capa de desgaste. Esta también proporciona el color principal.
- Una capa intermedia de fibra tejida. Esto evita la deformación baja y también ofrece cierta área de elasticidad.

Cuando el vinil se enrolla no debe doblarse bruscamente, tiene que ser en forma de rollos. Si llega a haber una gran cantidad de superficies para una sala, estas pueden ser guardadas en carritos especiales para almacenamiento que los mantiene separados en vez de que se encuentren uno encima del otro.

## Características de una buena duela de rendimiento
Una superficie de madera es ideal para los bailes sociales si se tiene el mantenimiento necesario. Esta superficie es usada para muchos deportes de interior. La madera de ingeniería hoy en día es utilizada para los pisos de madera, ya que es menos difícil de envolver o encoger y es más económica. Para el tap se requiere una superficie de madera dura como el roble o el arce de uso frecuente.
El vinil es la mejor opción para otro tipo de bailes o para un uso más general. Los requisitos para distintos tipos de danza son diferentes, pero la mayoría de las diferencias pueden ser ajustadas por los cambios en la superficie de baile. Por ejemplo, en el baile irlandés (Riverdance) se requiere una superficie más dura que produzca cierto sonido. En el caso del ballet El lago de los cisnes se necesita una duela más suave debido a todos los saltos y las posibles caídas. El baile de salón, por otro lado, requiere menos tracción que el baile escocés.
Un piso de madera tiende a ser difícil de mantener de manera apropiada. Sin embargo, si se siguen adecuadamente las instrucciones del fabricante del piso con los tratamientos que se utilizan actualmente, se podrá mantener la superficie. Es importante no confiar simplemente en una oficina de limpieza comercial para saber cómo hacer un buen trabajo, ya que deben de ser capacitados para poder seguir las instrucciones. No existen máquinas baratas e infalibles para medir la cantidad de tracción la cual permita a los de intendencia saber si se ajusta para bailar o a las actividades deportivas. Así, hay una fuerte tendencia a que los gerentes o limpiadores busquen satisfacer otro tipo de criterios por ejemplo, una superficie brillante o una que resista mejor la suciedad.
Si un piso es usado ocasionalmente para eventos públicos, por ejemplo, el uso de una sala de gimnasio para una ceremonia de graduación, entonces la cubierta del piso puede ser utilizada para proteger el suelo y cubrir algunas de las necesidades comunes.
Para poder mantener una buena tracción es importante impedir que el suelo se ensucie o que esté ligeramente húmedo. La protección más importante que debe tener la duela es asegurar que la sala tenga una barrera de estera de grado industrial en la entrada, al igual que el edificio debe tener una rejilla de piso a la entrada, para retener el polvo que pueden traer las personas adosado a sus zapatos.